# 小手子

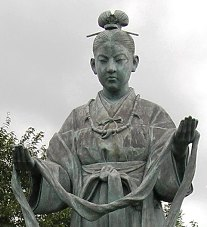
小手姫の像（川俣町中央公園）

小手子（こてこ）は、第32代天皇崇峻天皇の妃。大伴連糠手（おおとものむらじぬかて）の娘。崇峻天皇との間に蜂子皇子と錦代（にしきて）皇女の一男一女を儲ける。
『日本書紀』には、小手子が天皇の寵愛が衰えたことを恨み、献上された猪を見て天皇が漏らした「何の時かこの猪の頸を断るがごとく朕が嫌しと思うところの人を断らむ」という独り言を、蘇我馬子に密告したことが、崇峻天皇暗殺事件のきっかけとなったという記述がある。

## 小手姫伝説
小手子には、現在の福島県川俣町に落ち延びて養蚕を伝えたという「小手姫（おてひめ）伝説」がある。
小手子の子、蜂子皇子は厩戸皇子（聖徳太子）の計らいで京を逃れ、山形県鶴岡市の出羽三山の開祖となったと伝えられるが、小手子も、蜂子皇子を捜し求めて、実父と娘・錦代皇女とともに東北に落ち延びた。旅の途中に錦代皇女を亡くした小手子は、故郷の大和の風情に似た、現在の福島県伊達郡川俣町や伊達市月舘地域にとどまり、桑を植え養蚕の技術を人々に広めたという。その後小手子は、蜂子皇子に会えないことを悲嘆して、川俣町大清水地内にある清水に身を投げたと伝えられている。
川俣町付近には小手姫にちなむ史跡等が残り、川俣町は「絹の里」とし、ゆるきゃら小手姫様などでPRをしている。
- 史跡
  - 機織神社（川俣町） 小手姫の霊を祭る（川俣町大清水）。
  - 小手姫像（川俣町） 1992年（平成4年）に川俣町が同町中央公園に建立。
  - 小手姫神像（川俣町） 川俣町大字東福沢地内の薬師堂に所蔵。高さ14cmの木像。

- 地名
  - 川俣町の地名は、小手子の郷里、大和国（やまとのくに・奈良県）高市郡川俣の里にちなむという説がある。
  - 女神山（伊達市・川俣町） 標高599.4m。小手姫一行が中腹の堂平に仮屋を建てたと伝えられる。福島県の「うつくしま名山百選」。

- 名産物
  - 川俣シルク（世界一薄い絹の布、フェアリーフェザーが有名）